# Gian Enrico Rusconi
Gian Enrico Rusconi (Meda, 10 febbraio 1938) è uno storico, politologo e filosofo italiano.

## Biografia
Professore emerito di Scienze politiche presso l'Università di Torino, laureato in filosofia, esordì come docente di Sociologia nel 1968 presso la facoltà di sociologia di Trento. Nel 1975 fu chiamato, per la medesima materia, presso la facoltà di Scienze Politiche dell'Università di Torino, dove poi si trasferì alla cattedra di Scienza della politica. Dopo una monografia dal titolo La teoria critica della società, si è dedicato soprattutto allo studio della società tedesca e della storia della Germania nel Novecento, in un continuo raffronto con la situazione italiana.
Tra il 1980 e il 1983 fu tra gli animatori della rivista Laboratorio politico. È stato direttore dell'Istituto storico italo-germanico di Trento dal 2005 al 2010.
Nel libro Se cessiamo di essere una nazione ripercorre il dibattito italiano e europeo sulla nazione e il suo rapporto con l'etnia, osservando come da certi punti di vista la nazione italiana è plurietnica.
Editorialista del quotidiano La Stampa, è stato anche Visiting Professor presso la Freie Universität di Berlino.

## Vita privata
È sposato con la sociologa Chiara Saraceno.

## Opere
- La teoria critica della società, Bologna, Il Mulino, 1968.
- Giovani e secolarizzazione, Firenze, Vallecchi, 1969.
- con Chiara Saraceno, Ideologia religiosa e conflitto sociale, Bari, De Donato, 1970.
- con Alfred Schmidt, La Scuola di Francoforte. Origini e significato attuale, Bari, De Donato, 1972.
- La crisi di Weimar. Crisi di sistema e sconfitta operaia, Collana Paperbacks n.83, Torino, Einaudi, 1977
- Intellettuali e società contemporanea, Collana Scienze sociali, Torino, Loescher, 1979, ISBN 978-88-201-2247-8.
- Scambio, minaccia, decisione. Elementi di sociologia politica, Collana Universale paperbacks, Bologna, Il Mulino, 1984, ISBN 978-88-150-0570-0.
- Rischio 1914. Come si decide una guerra, Collana Intersezioni, Bologna, 1987, ISBN 978-88-150-1514-3.
- Capire la Germania. Un diario ragionato sulla questione tedesca, Collana Contemporanea n.37, Bologna, Il Mulino, 1990.
- Se cessiamo di essere una nazione, Collana Contemporanea n.60, Bologna, Il Mulino 1993, ISBN 978-88-150-4074-9.
- con Martha C. Nussbaum e Maurizio Viroli, Piccole patrie grande mondo, Collana I libri di Reset, Roma, Donzelli, 1995, ISBN 978-88-798-9147-9.
- Resistenza e postfascismo, Collana Contemporanea, Bologna, Il Mulino, 1995, ISBN 978-88-150-4850-9.
- con Norberto Bobbio e Renzo De Felice, Italiani: amici, nemici, Collana I libri di Reset, Roma, Donzelli, 1996, ISBN 978-88-798-9271-1.
- Clausewitz, il prussiano. La politica della guerra nell'equilibrio europeo, Collana Biblioteca, Torino, Einaudi, 1999, ISBN 978-88-061-3770-0.
- Possiamo fare a meno di una religione civile?, Collana Sagittari, Roma-Bari, Laterza, 1999, ISBN 978-88-420-5860-1.
- con Heinrich August Winkler, L'eredità di Weimar, Introduzione di Angelo Bolaffi, Collana Saggine, Roma, Donzelli, 1999, ISBN 978-88-798-9500-2.
- Come se Dio non ci fosse. I laici, i cattolici e la democrazia, Collana Contemporanea, Torino, Einaudi, 2000, ISBN 978-88-061-5768-5.
- Germania Italia Europa. Dallo Stato di potenza alla «potenza civile», Collana Biblioteca, Torino, Einaudi, 2003, ISBN 978-88-061-6544-4.
- Cefalonia. Quando gli italiani si battono, Collana Gli struzzi n.583, Torino, Einaudi, 2004, ISBN 978-88-061-6928-2.
- L'azzardo del 1915. Come l'Italia decide la sua guerra, Collana Intersezioni, Bologna, Il Mulino, 2005; nuova ed., Collana Storica paperbacks, Il Mulino, 2009.
- Non abusare di Dio. Per un'etica laica, Collana Piccoli saggi, Milano, Rizzoli, 2007, ISBN 978-88-170-1587-5.
- Berlino. La reinvenzione della Germania, Collana Il nocciolo, Roma-Bari, Laterza, 2009, ISBN 978-88-420-9057-1.
- L'entrata in guerra dell'Italia nel 1915, a cura di Johannes Hürter e G. E. Rusconi, Bologna, Il Mulino, 2010.
- Cavour e Bismarck. Due leader fra liberalismo e cesarismo, Collana Intersezioni, Bologna, Il Mulino, 2011, ISBN 978-88-151-4657-1.
- Cosa resta dell'Occidente, Collana Anticorpi, Roma-Bari, Laterza, 2012, ISBN 978-88-420-9817-1.
- Marlene e Leni. Seduzione, cinema e politica, Collana Storie, Milano, Feltrinelli, 2013, ISBN 978-88-071-1127-3.
- 1914: Attacco a occidente, Biblioteca Storica, Bologna, Il Mulino, 2014, ISBN 978-88-152-5098-8.
- Egemonia vulnerabile. La Germania e la sindrome Bismarck, Collana Contemporanea, Bologna, Il Mulino, 2016, ISBN 978-88-152-6333-9.
- La teologia narrativa di papa Francesco, Collana Anticorpi, Roma-Bari, Laterza, 2017, ISBN 978-88-581-2874-9.
- Dove va la Germania? La sfida della nuova destra populista, Collana Saggi, Bologna, Il Mulino, 2019, ISBN 978-88-152-8091-6.
- Vivere nell'insicurezza, Collana Voci, Bologna, Il Mulino, 2020, ISBN 978-88-152-9062-5.

## Interviste
- Patrick Rina, La memoria divisa. Gian Enrico Rusconi, gli azzardi dell’Italia e la “sindrome Bismarck”, in Ulrike Kindl e Hannes Obermair (a cura di), Die Zeit dazwischen: Südtirol 1918–1922. Vom Ende des Ersten Weltkrieges bis zum faschistischen Regime / Il tempo sospeso: L’Alto Adige tra la fine della Grande Guerra e l’ascesa del fascismo (1918–1922), Merano, Edizioni alphabeta Verlag, 2020,  pp. 375-380, ISBN 978-88-7223-365-8.